# Лувсаннамсраїн Оюун-Ердене
Лувсаннамсраїн Оюун-Ердене (монг. Лувсаннамсрайн Оюун-Эрдэнэ, ᠯᠤᠪᠰᠠᠩᠨᠠᠮᠰᠠᠷᠠᠢ ᠶᠢᠨ 
ᠣᠶᠤᠨ-ᠡᠷᠳᠡᠨᠢ, нар. 29 червня 1980, Улан-Батор) — монгольський політик, що обіймав посаду прем'єр-міністра Монголії з 2021 по 2025 рік. Був обраний до Державного Великого Хуралу двічі з 2016. До того, як стати прем'єр-міністром, обіймав посаду міністра та керівника секретаріату кабінету уряду Монголії: 2 лютого 2019 — 27 січня 2021.
Оюн-Ердене народився в столиці — Улан-Баторі, але виріс у місті Берх. Взяв за прізвище Лувсаннамсраїн, ім'я свого діда. Дід Оюн-Ердене, Лувсаннамсрай, був буддистським священником (монг. хамба лам), гросмейстером з шахів та викладачем математики, монгольської мови та давньомонгольської писемності. Він був першим директором державної школи в Мурен-Сум.
У 21 років розпочав політичну кар'єру, коли працював головою адміністрації губернатора в селі Берх, Кентій. Пізніше працював у World Vision International очільником зони, відповідальним за розподіл коштів з Європейського регіону. Оюн-Ердене бере активну участь у політиці з 2008 року, оскільки працював начальником управління соціального розвитку округу Баянзурх. Обіймав різні посади у Монгольській народній партії (МНП), починаючи з посади керівника політичного департаменту. Працював президентом монгольської молодіжної асоціації соціал-демократії, молодіжної організації Монголії, що є частиною партії.
Свою першу книгу «Бачення» написав 2005 року Закінчивши Гарвардський університет 2015 року у віці 35 років, опублікував свою другу книгу під назвою «Азіін Хулег Ульс», що перекладається як «Азійська країна коня». У цій книзі він звернувся до політики розвитку Монголії на 30 років. Того ж року він заснував Національний науково-дослідний інститут «The Steed country of Asia»
2020 року Оюн-Ерден також ініціював і керував процесом розробки «Бачення 2050», тридцятирічної програми політики Монголії, і її затвердив Державний Великий Хурал. Цей політичний документ набув чинності 1 січня 2021 року.

## Протести та відставка 2025 року
Суспільне обурення викликали дописи в соціальних мережах від нареченої Темуулени Лувсаннамсрая, 23-річного сина прем'єр-міністра, на яких були зображені розкішні сумки, дороге кільце та Mercedes-Benz. Ці зображення призвели до звинувачень у тому, що сім'я Оюн-Ердене збагатилася, значно перевищуючи можливості державного службовця, що посилило давно наявні побоювання щодо корупції. Петиція з вимогою його відставки зібрала понад 59 000 підписів. Оюн-Ердене погодився на розслідування з боку Незалежного органу з боротьби з корупцією, але зробив мало публічних заяв щодо цього скандалу.
Невеликі, але постійні протести розпочалися в середині травня 2025 року, коли демонстранти зібралися на площі Сухе-Батора в Улан-Баторі, закликаючи до відставки прем'єр-міністра.
21 травня Монгольська народна партія виключила Демократичну партію з керуючої коаліції, посилаючись на публічну підтримку її членами демонстрацій, ефективно розпустивши коаліційний уряд менш ніж через рік після його формування.
Оуюн-Ердене пішов у відставку 3 червня після того, як програв вотум недовіри, отримавши підтримку лише 44 членів Державного Великого Хуралу замість необхідних 64. Тридцять шість виступили проти нього, тоді як решта 42 не голосували.